# Nigel Mansell
Nigel Ernest James Mansell (ur. 8 sierpnia 1953 w Upton-upon-Severn) – brytyjski kierowca wyścigowy, mistrz Formuły 1 i mistrz CART. 
Jest pierwszym zawodnikiem, który wygrał serię CART w swoim debiutanckim sezonie oraz drugim najlepszym brytyjskim kierowcą Formuły 1 z 31 zwycięstwami na koncie. Zajmuje ósme miejsce pod względem zwycięstw po Hamiltonie, Schumacherze, Verstappenie, Vettelu, Proście, Sennie i Alonso. Komandor Orderu Imperium Brytyjskiego (CBE).

## Życiorys

### Formuła 1

#### 1980-1984: Lotus
W roku 1980 Mansell był kierowcą testowym Lotusa. Chapman, pod wrażeniem jego umiejętności i bardzo szybkich okrążeń na torze Silverstone postanowił dać mu szanse na start w trzech wyścigach w Formule 1, za kierownicą Lotusa 81B. Podczas jego debiutu w wyścigu o Grand Prix Austrii, na krótko przed startem nastąpił wyciek paliwa do kokpitu jego bolidu, który spowodował poparzenia I i II stopnia jego pośladków. Usterki samochodowe zmusiły Mansella do wycofania się z tego oraz następnego wyścigu. Jednakże podczas jego trzeciego występu w wyścigu o Grand Prix Włoch na torze Imola wypadek spowodował, że Mansell po raz pierwszy nie zakwalifikował się do wyścigu. Pod koniec sezonu Mario Andretti ogłosił, że odchodzi do zespołu Alfa Romeo.
Pomimo że Mansell nie cieszył się sympatią jednego ze sponsorów zespołu i pojawiało się wiele spekulacji na temat przyjścia do zespołu Jean-Pierre Jariera, Chapman poinformował, że miejsce Andrettiego w sezonie 1981 zajmie Mansell.
Cztery pełne sezony spędzone w Lotusie były walką, ponieważ samochody były zawodne. Z 58 wyścigów ukończył 24. Pięć razy stanął na najniższym stopniu podium podczas czterech lat startów w Lotusie wliczając w to piąty wyścig z roku 1981, który był zarówno jego siódmym występem w karierze. Jego kolega z zespołu Elio de Angelis nieoczekiwanie wygrał Grand Prix Austrii w sezonie 1982, ale był zdecydowanie szybszy od mniej doświadczonego Mansella.

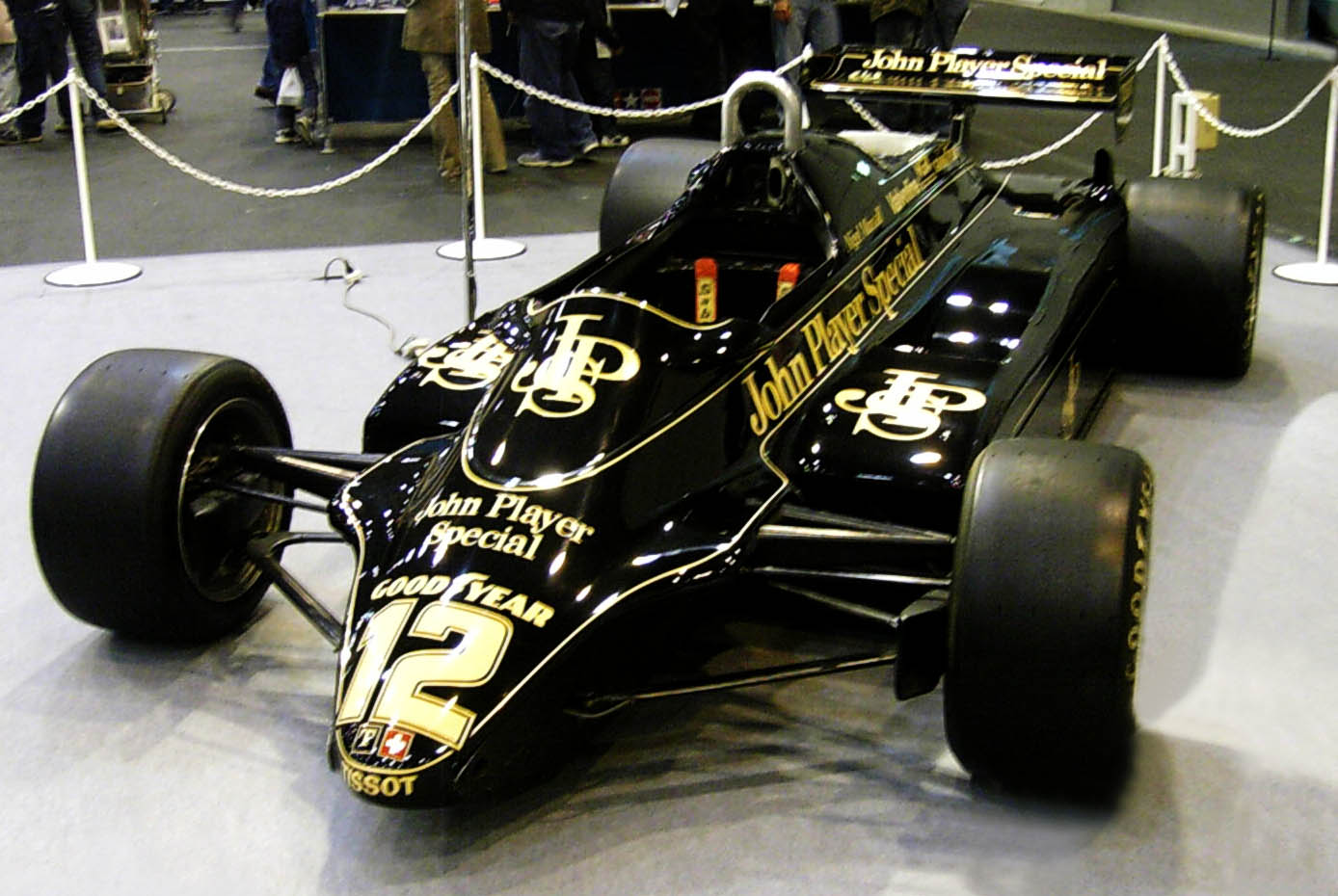
Lotus 91 w którym Mansell ścigał się w sezonie 1982

W trakcie sezonu 1982 Mansell zaplanował wystartować w wyścigu 24h Le Mans. Mansell zarabiał wówczas 50,000 funtów rocznie, a ze start w Le Mans dostałby 10,000 funtów. Chapman zapłacił Mansellowi 10,000 funtów, aby nie startował w wyścigu z powodu ryzyka. Chapman przedłużył także kontrakt z Mansellem do sezonu 1984.
W rezultacie takich manewrów Mansell znalazł się bardzo blisko Chapmana i był bardzo załamany po jego śmierci w 1982 r. W swojej autobiografii Mansell mówi, że gdy umarł Chapman: "Świat wywrócił się do góry nogami. Moja cząstka umarła z nim. Straciłem członka rodziny." Po śmierci Chapmana szefem zespołu został Peter Warr, który był nieprzychylny Mansellowi. O pozostaniu Mansella w zespole zadecydował główny sponsor Lotusa, firma John Player Special.
Sezon 1984 Mansell zakończył w czołowej dziesiątce z dorobkiem 13 punktów oraz zdobył w nim po raz pierwszy w swojej karierze pole position. Podczas deszczowego Grand Prix Monako zaskoczył wszystkich wyprzedzając Alaina Prosta i prowadząc w wyścigu przez kilka okrążeń, aż do usterki bolidu.
W połowie sezonu Lotus obwieścił, iż w przyszłym roku w barwach zespołu będzie startować Ayrton Senna. Nigel Mansell otrzymał oferty pracy od Arrowsa i Williamsa. W następnym roku postanowił startować w zespole Williams.
Mansell został zapamiętany przez sytuację podczas Grand Prix USA.
Po 2 godzinach jazdy w temperaturze powietrza około 40 °C startujący z pole position Mansell na ostatnim okrążeniu doznał awarii skrzyni biegów w jego bolidzie. Mansell przepchał swój samochód przez linię mety zajmując szóstą lokatę (za 1 punkt), by chwilę później zasłabnąć z przemęczenia.
Ostatni wyścig dla Mansella w zespole Lotusa był nieudany. Choć Mansell prosił, aby do jego hamulców dodać poduszki, to Warr postanowił ich nie zamontować. 18 okrążeń przed końcem wyścigu Mansell znajdował się na drugiej pozycji, ale z powodu problemów z hamulcami musiał się wycofać z dalszej jazdy.

#### 1985-1988: Williams

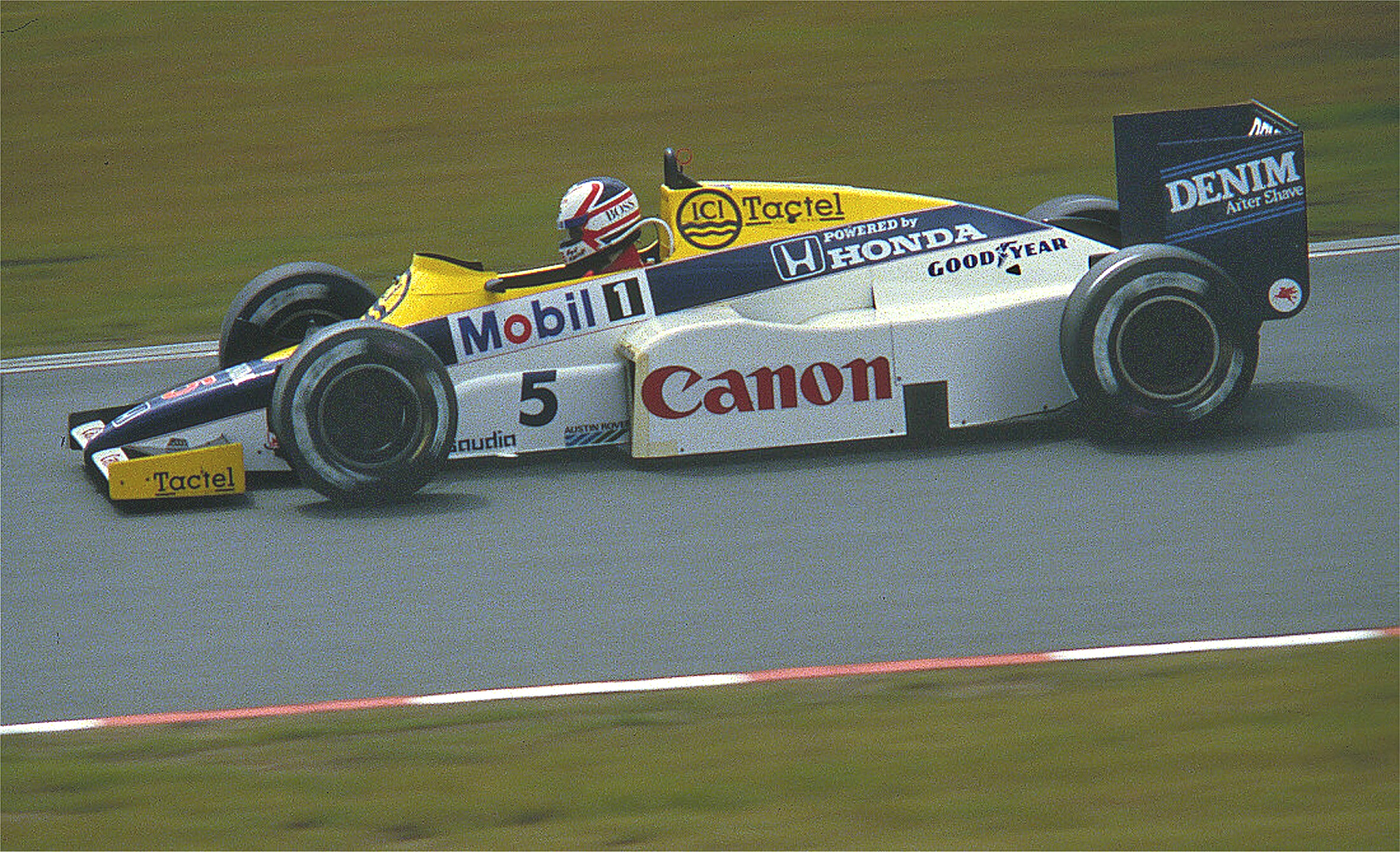
Mansell podczas Grand Prix Niemiec w sezonie 1985

W sezonie 1985 Mansell jeździł u boku Fina Keke Rosberga, o którym ma bardzo pozytywną opinię, mówiąc: "Keke był prawdopodobnie jednym z najlepszych kolegów z zespołu jakiego poznałem w całej mojej karierze".
Mansell dojechał na drugim miejscu w wyścigu o Grand Prix Belgii na torze Spa-Francorchamps oraz wygrał swój pierwszy w karierze wyścig o Grand Prix Europy na torze Brands Hatch. Następnie wygrał swój drugi wyścig o GP RPA stając się w ten sposób gwiazdą Formuły 1.

#### 1989-1990: Ferrari
W 1989 został sprowadzony do Ferrari. Był ostatnim zawodnikiem, którego osobiście zatrudnił Enzo Ferrari. Podczas debiutu w barwach Ferrari podczas Grand Prix Brazylii odniósł zwycięstwo. Kolejne pięć wyścigów zakończyło się niesklasyfikowaniem — czterokrotnie z powodu awarii i raz na skutek dyskwalifikacji. Podczas Grand Prix Kanady został zdyskwalifikowany za próbę wyprzedzania w pit lane. Podczas kolejnych pięciu Grand Prix zajmował miejsca na podium. Podczas Grand Prix Portugalii został zdyskwalifikowany za próbę zawrócenia w pit lane. Od Grand Prix Włoch do końca sezonu nie ukończył żadnego wyścigu. Sezon zakończył na czwartym miejscu z dorobkiem 38 punktów. W sezonie 1990 pięciokrotnie stawał na podium. Siedmiokrotnie nie ukończył wyścigów. jedyne zwycięstwo odniósł podczas Grand Prix Portugalii. Sezon zakończył na 5 miejscu z dorobkiem 37 punktów.

#### 1991-1992: Williams
W latach 1991 1992 startował w barwach zespołu Williams razem z Riccardo Patrese zdobywając dla zespołu w sumie 125 pkt i jedyne w swej karierze Mistrzostwo Świata.

### CART IndyCar World Series

#### 1993-1994: Newman/Haas Racing

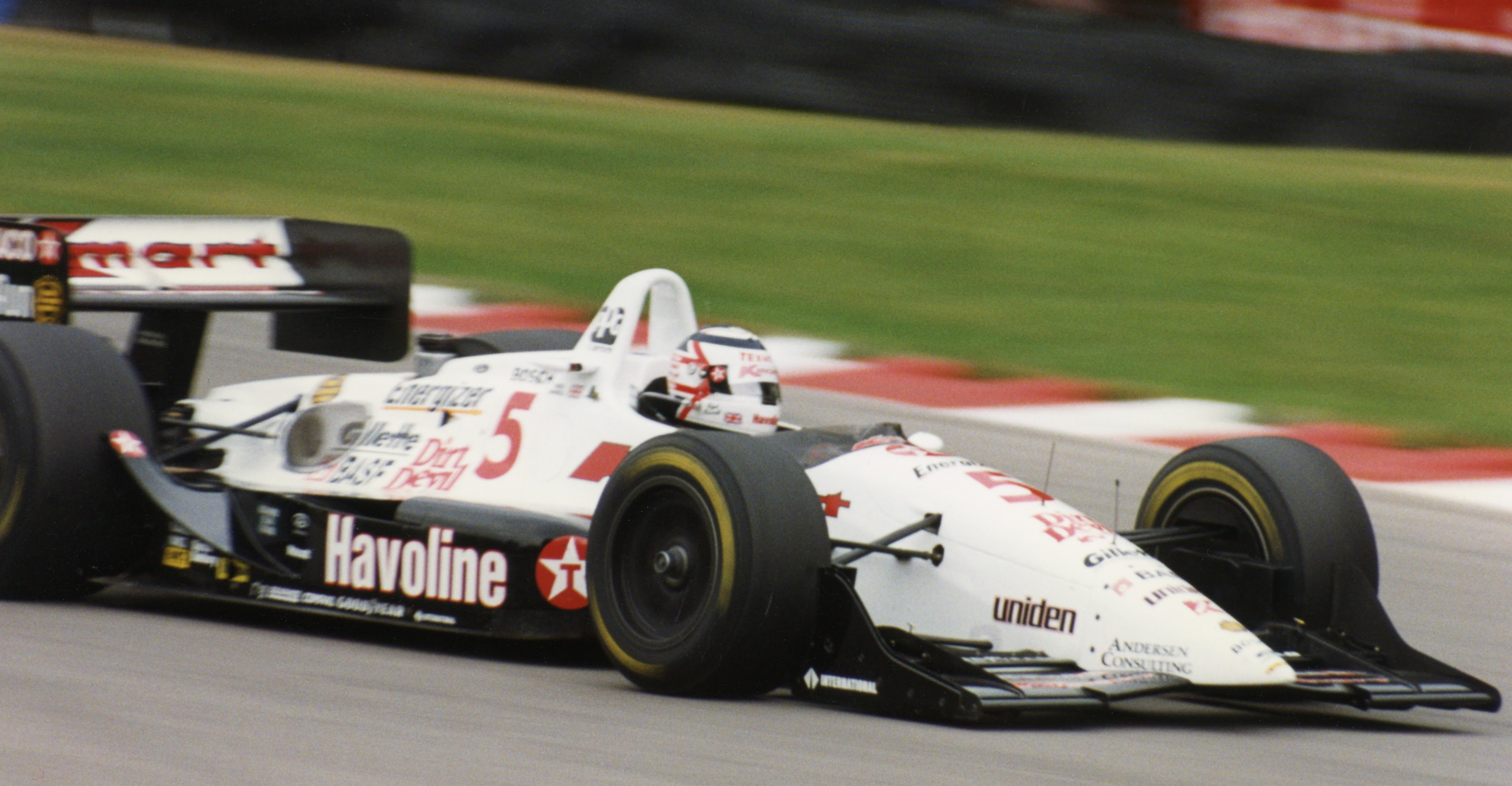
Nigel Mansell na torze Lexington w 1993 roku

Pomimo zostania mistrzem świata, Mansell opuścił zespół Williamsa (który podpisał już wcześniej kontrakt z Alainem Prostem) i Formułę 1. W sezonie 1993 wystartował w barwach zespołu Newman/Haas Racing w amerykańskiej serii IndyCar. Zajął miejsce po Michaelu Andrettim, który w tym samym czasie przeniósł się do Formuły 1 do zespołu McLaren, a jego partnerem w zespole został Mario Andretti.
W swoim pierwszym starcie, na ulicznym torze w Surfers Paradise w Australii, Mansell wygrał kwalifikacje a następnie sam wyścig. Nigdy dotąd ta sztuka nie udała się nowicjuszowi. Pierwszy jego start na torze owalnym przypadł na Indianapolis. Także tu radził sobie bardzo dobrze, zajmując w wyścigu 3 miejsce i prowadząc przez jego sporą część. Mansell przez cały sezon notował dobre wyniki, wygrał 5 wyścigów, a w sumie 10 razy stawał na podium, co zaowocowało zdobyciem mistrzostwa. Stał się dzięki temu jedynym kierowcą w historii, który rok po roku zdobywał mistrzostwo Formuły 1 i serii IndyCar.
Sezon 1994 nie był już tak udany. Mansell 3 razy stawał na podium, ale nie wygrał żadnego wyścigu. Zajął w klasyfikacji końcowej ósme miejsce i po sezonie opuścił serię IndyCar. W sumie w ciągu dwóch sezonów wystartował w 31 wyścigach, wygrał 5 z nich, a 10 razy startował z pole position.

### Powrót do Formuły 1

#### 1994: Williams
W trakcie sezonu w Indycar, Mansell powrócił do Formuły 1, wracając do Williamsa. Od jego odejścia po sezonie 1992 zmieniło się wiele – Damon Hill awansował na kierowcę wyścigowego, natomiast Alain Prost po wywalczeniu mistrzostwa w 1993 wycofał się z Formuły 1. To spowodowało, że Williams i Ayrton Senna wypracowali porozumienie, na mocy którego Brazylijczyk został kierowcą brytyjskiej ekipy na sezon 1994. Jednak na początku sezonu samochód FW16 okazał się zawodny i trudny w prowadzeniu, co doprowadziło do wycofania Senny z pierwszych rund, mimo że zdobył pole position. Podczas Grand Prix San Marino 1994 Senna zginął w wyniku wypadku na zakręcie Tamburello. W powrocie Brytyjczyka do najważniejszej serii wyścigowej pomogli zarówno Renault, jak i Bernie Ecclestone

Nie będę wdawał się w szczegóły, ale miałem cztery lub pięć kontraktów w Ameryce i byłem naprawdę szczęśliwy w Ameryce broniąc tytułu, a przynajmniej próbowałem. A potem w ten okropny, pamiętny weekend na torze Imola zginęło dwóch kierowców – w sobotę Roland Ratzenberger, a w niedzielę Ayrton. To było straszne. I oczywiście w tamtym czasie nie było żadnego mistrza świata Formuły 1, który ścigałby się w Formule 1, więc Bernie Ecclestone zdecydował, że musi coś z tym zrobić. Przeprowadził cudowne negocjacje za zamkniętymi drzwiami i nawet nie mogę sobie wyobrazić, jak tego dokonał. Wykupił wszystkie moje kontrakty w Ameryce i oczywiście sprowadził mnie z powrotem do Formuły 1

Mansell brał udział w wyścigu o Grand Prix Francji, a potem na ostatnie trzy wyścigi sezonu – w pozostałych rundach partnerem zespołowym Hilla był David Coulthard, dotychczasowy kierowca testowy Williamsa. Mansell otrzymywał 900 tysięcy funtów za jeden wyścig, podczas gdy Hill dostawał 300 tysięcy funtów za cały sezon. Podczas Grand Prix Australii, Brytyjczyk wygrał swój ostatni wyścig, korzystając na kolizji Damona Hilla z Michaelem Schumacherem, walczącymi o mistrzostwo świata. Trzynaście zdobytych punktów pozwoliło Mansellowi na zajęcie dziewiątej pozycji w klasyfikacji kierowców

#### 1995: McLaren

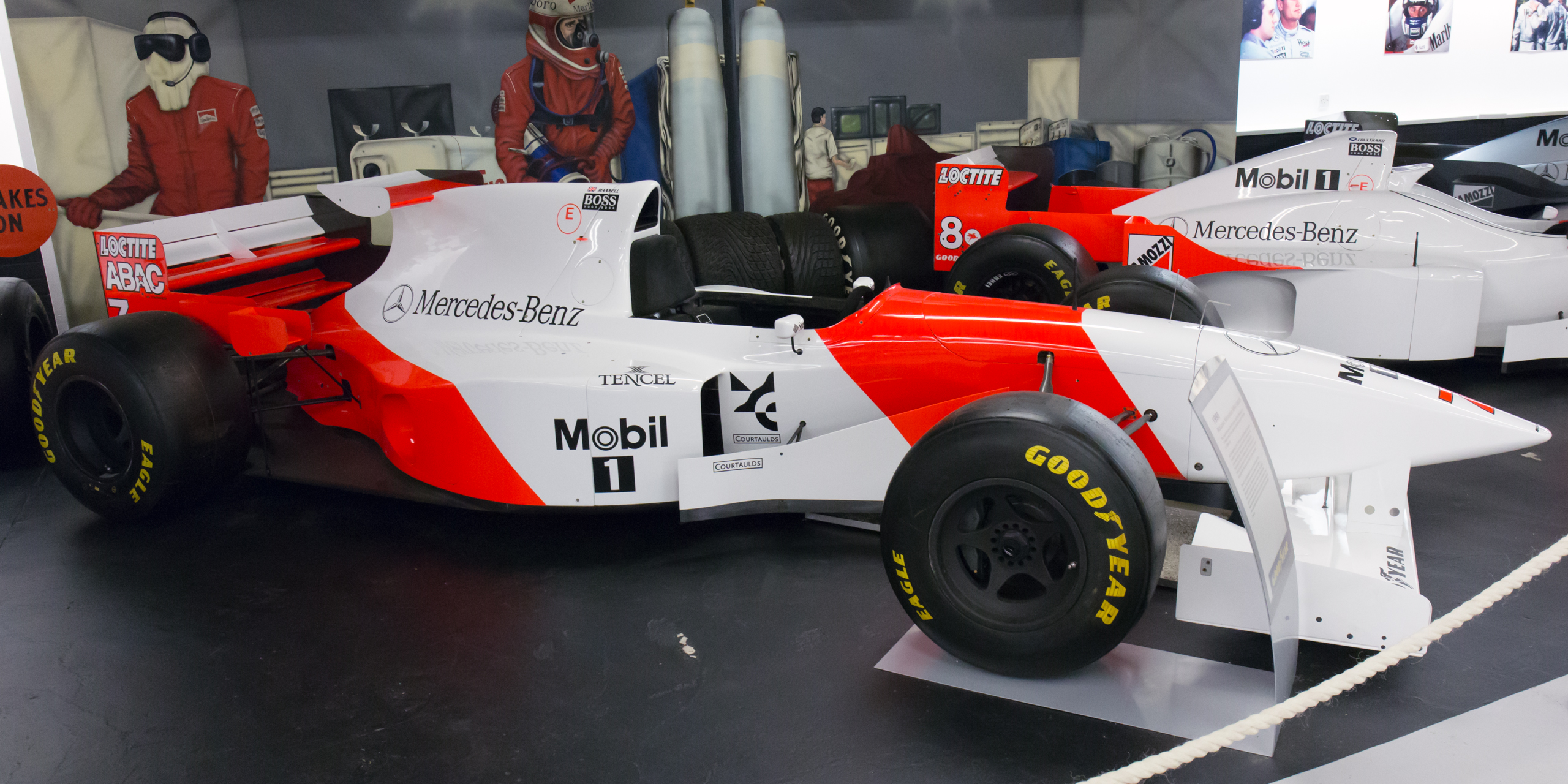
McLaren MP4/10B, ostatni samochód Mansella w Formule 1

Po tym, kiedy utracił miejsce w Williamsie na rzecz Davida Coultharda, Mansell podpisał kontrakt z zespołem McLaren na sezon 1995. Ówczesny sponsor tytularny ekipy, marka Marlboro chciała mieć w składzie kierowców mistrza świata, natomiast McLaren i Mercedes preferowali kierowcę z mniejszym doświadczeniem.
Kilka dni przed pierwszym wyścigiem sezonu, Grand Prix Brazylii, zespół poinformował, że Nigel Mansell nie mieści się w samochodzie MP4/10. Model ten powstawał z myślą, że partnerem zespołowym Miki Häkkinena będzie David Coulthard. Brytyjczyk musiał odpuścić zarówno inauguracyjny wyścig w Brazylii, jak i rundę w Argentynie – jego zastępcą został Mark Blundell.
Zmodyfikowany samochód dla Mansella został ukończony w 33 dni i dzięki temu Mansell mógł wziąć udział w Grand Prix San Marino. W czasie wyścigu znajdował się na punktowanej pozycji, jednak kolizja z Eddiem Irvine'em sprawiła, że ostatecznie dojechał do mety na dziesiątej pozycji, ze stratą dwóch okrążeń do Damona Hilla. Wyścig o Grand Prix Hiszpanii, Mansell zakończył na 18. okrążeniu, narzekając po zakończeniu rundy, że samochód nie nadaje się do jazdy. Choć Ron Dennis uznał, że brytyjski kierowca miał kłopoty z prowadzeniem samochodu i dlatego wycofał się, to pracownicy zespołu byli niezadowoleni i dyskutowali po wyścigu jak długo będzie jeszcze trwała współpraca Mansella z ekipą. Ostatecznie kilka dni przed wyścigiem o Grand Prix Monako, McLaren ogłosił zakończenie współpracy z Mansellem, natomiast sam kierowca uznał, że rozstał się z zespołem w najlepszych warunkach. Do końca sezonu jego miejsce zajął Mark Blundell.
W 2015 roku, Mansell stwierdził, iż przedwczesne zakończenie współpracy z McLarenem było pomyłką i z perspektywy czasu powinien był dalej współpracować z zespołem przy rozwoju samochodu.

## Wyniki

### Formuła 1
| Legenda oznaczeń w tabelach wyników Wyświetl szablon na nowej stronie | Legenda oznaczeń w tabelach wyników Wyświetl szablon na nowej stronie                                                                     |
| Oznaczenie                                                            | Wyjaśnienie |
| --------------------------------------------------------------------- | --- |
| Złoty                                                                 | Zwycięzca lub mistrzostwo |
| Srebrny                                                               | 2. miejsce lub wicemistrzostwo |
| Brązowy                                                               | 3. miejsce lub II wicemistrzostwo |
| Zielony                                                               | Ukończył, punktował (w klasyfikacji generalnej, gdy zdobył co najmniej jeden punkt na przestrzeni sezonu, poza trzema powyższymi opcjami) |
| Niebieski                                                             | Ukończył, nie punktował (w klasyfikacji generalnej, gdy nie zdobył co najmniej jednego punktu na przestrzeni sezonu)                      |
| Czerwony                                                              | Nie zakwalifikował się (NZ) |
| Czerwony                                                              | Nie prekwalifikował się (NPK) |
| Różowy                                                                | Nie ukończył (NU) |
| Różowy                                                                | Niesklasyfikowany (NS) (w klasyfikacji generalnej, gdy nie został sklasyfikowany w żadnym wyścigu sezonu)                                 |
| Czarny                                                                | Zdyskwalifikowany (DK) |
| Czarny                                                                | Wykluczony (WYK/EX) |
| Biały                                                                 | Nie wystartował (NW) |
| Biały                                                                 | Kontuzjowany (K/INJ) |
| Biały                                                                 | Wyścig odwołany (OD/C) |
| Bez koloru                                                            | Został wycofany (WYC/WD) |
| Bez koloru                                                            | Nie przybył (NP/DNA) |
| Bez koloru                                                            | Nie brał udziału w treningach (NT/DNP) |
| Bez koloru                                                            | Nie został zgłoszony (–) |
| Pogrubienie                                                           | Start z pole position |
| Kursywa                                                               | Najszybsze okrążenie wyścigu |
| †                                                                     | Nie ukończył, ale jego rezultat został zaliczony ze względu na przejechanie więcej niż 90% dystansu wyścigu.                              |
| *                                                                     | Sezon w trakcie |
| 1/2/3                                                                 | Punktowana pozycja w sprincie kwalifikacyjnym                                                                                             |
| Lista systemów punktacji Formuły 1                                    | |

| Rok  | Zespół                    | Samochód        | Silnik                      | Wyniki w poszczególnych eliminacjach | Wyniki w poszczególnych eliminacjach | Wyniki w poszczególnych eliminacjach | Wyniki w poszczególnych eliminacjach | Wyniki w poszczególnych eliminacjach | Wyniki w poszczególnych eliminacjach | Wyniki w poszczególnych eliminacjach | Wyniki w poszczególnych eliminacjach | Wyniki w poszczególnych eliminacjach | Wyniki w poszczególnych eliminacjach | Wyniki w poszczególnych eliminacjach | Wyniki w poszczególnych eliminacjach | Wyniki w poszczególnych eliminacjach | Wyniki w poszczególnych eliminacjach | Wyniki w poszczególnych eliminacjach | Wyniki w poszczególnych eliminacjach | Wyniki w poszczególnych eliminacjach | Pkt.    | Msc. |
| ---- | ------------------------- | --------------- | --------------------------- | ------------------------------------ | ------------------------------------ | ------------------------------------ | ------------------------------------ | ------------------------------------ | ------------------------------------ | ------------------------------------ | ------------------------------------ | ------------------------------------ | ------------------------------------ | ------------------------------------ | ------------------------------------ | ------------------------------------ | ------------------------------------ | ------------------------------------ | ------------------------------------ | ------------------------------------ | ------- | ---- |
| 1980 |                           |                 |                             | Argentyna                            | Brazylia                             |                                      | Stany Zjednoczone                    | Belgia                               | Monako                               | Francja                              | Wielka Brytania                      |                                      | Austria                              | Holandia                             | Włochy                               | Kanada                               | Stany Zjednoczone                    |                                      |                                      |                                      | 0       | NS   |
| 1980 | Team Essex Lotus          | Lotus 81B       | Ford Cosworth DFV 3.0 V8    |                                      |                                      |                                      |                                      |                                      |                                      |                                      |                                      |                                      | NU                                   | NU                                   | NZ                                   |                                      | NP                                   |                                      |                                      |                                      | 0       | NS   |
| 1981 |                           |                 |                             | Stany Zjednoczone                    | Brazylia                             | Argentyna                            | San Marino                           | Belgia                               | Monako                               | Hiszpania                            | Francja                              | Wielka Brytania                      |                                      | Austria                              | Holandia                             | Włochy                               | Kanada                               | Stany Zjednoczone                    |                                      |                                      | 8       | 14   |
| 1981 | Team Essex Lotus          | Lotus 81B       | Ford Cosworth DFV 3.0 V8    | NU                                   | 11                                   | NU                                   | WYC                                  | 3                                    |                                      |                                      |                                      |                                      |                                      |                                      |                                      |                                      |                                      |                                      |                                      |                                      | 8       | 14   |
| 1981 | John Player Team Lotus    | Lotus 87        | Ford Cosworth DFV 3.0 V8    |                                      |                                      |                                      |                                      |                                      | NU                                   | 6                                    | 7                                    | NZ                                   | NU                                   | NU                                   | NU                                   | NU                                   | NU                                   | 4                                    |                                      |                                      | 8       | 14   |
| 1982 |                           |                 |                             |                                      | Brazylia                             | Stany Zjednoczone                    | San Marino                           | Belgia                               | Monako                               | Stany Zjednoczone                    | Kanada                               | Holandia                             | Wielka Brytania                      | Francja                              |                                      | Austria                              | Szwajcaria                           | Włochy                               | Stany Zjednoczone                    |                                      | 7       | 14   |
| 1982 | John Player Team Lotus    | Lotus 87B       | Ford Cosworth DFV 3.0 V8    | NU                                   |                                      |                                      |                                      |                                      |                                      |                                      |                                      |                                      |                                      |                                      |                                      |                                      |                                      |                                      |                                      |                                      | 7       | 14   |
| 1982 | John Player Team Lotus    | Lotus 91        | Ford Cosworth DFV 3.0 V8    |                                      | 3                                    | 7                                    |                                      | NU                                   | 4                                    | NU                                   | NU                                   |                                      | NU                                   |                                      | 9                                    | NU                                   | 8                                    | 7                                    | NU                                   |                                      | 7       | 14   |
| 1983 |                           |                 |                             | Brazylia                             | Stany Zjednoczone                    | Francja                              | San Marino                           | Monako                               | Belgia                               | Stany Zjednoczone                    | Kanada                               | Wielka Brytania                      |                                      | Austria                              | Holandia                             | Włochy                               | Unia Europejska                      |                                      |                                      |                                      | 10      | 13   |
| 1983 | John Player Team Lotus    | Lotus 92        | Ford Cosworth DFV 3.0 V8    | 12                                   | 12                                   |                                      |                                      |                                      |                                      |                                      |                                      |                                      |                                      |                                      |                                      |                                      |                                      |                                      |                                      |                                      | 10      | 13   |
| 1983 | John Player Team Lotus    | Lotus 92        | Ford Cosworth DFY 3.0 V8    |                                      |                                      | NU                                   | 12†                                  | NU                                   | NU                                   | 6                                    | NU                                   |                                      |                                      |                                      |                                      |                                      |                                      |                                      |                                      |                                      | 10      | 13   |
| 1983 | John Player Team Lotus    | Lotus 94T       | Renault-Gordini EF1 1.5 V6T |                                      |                                      |                                      |                                      |                                      |                                      |                                      |                                      | 4                                    |                                      | 5                                    | NU                                   | 8                                    | 3                                    | NS                                   |                                      |                                      | 10      | 13   |
| 1983 | John Player Team Lotus    | Lotus 93T       | Renault-Gordini EF1 1.5 V6T |                                      |                                      |                                      |                                      |                                      |                                      |                                      |                                      |                                      | NU                                   |                                      |                                      |                                      |                                      |                                      |                                      |                                      | 10      | 13   |
| 1984 |                           |                 |                             | Brazylia                             |                                      | Belgia                               | San Marino                           | Francja                              | Monako                               | Kanada                               | Stany Zjednoczone                    | Stany Zjednoczone                    | Wielka Brytania                      |                                      | Austria                              | Holandia                             | Włochy                               | Unia Europejska                      | Portugalia                           |                                      | 13      | 10   |
| 1984 | John Player Team Lotus    | Lotus 95T       | Renault-Gordini EF1 1.5 V6T | NU                                   | NU                                   | NU                                   | NU                                   | 3                                    | NU                                   | 6                                    | NU                                   | 6†                                   | NU                                   | 4                                    | NU                                   | 3                                    | NU                                   | NU                                   | NU                                   |                                      | 13      | 10   |
| 1985 |                           |                 |                             | Brazylia                             | Portugalia                           | San Marino                           | Monako                               | Kanada                               | Stany Zjednoczone                    | Francja                              | Wielka Brytania                      |                                      | Austria                              | Holandia                             | Włochy                               | Belgia                               | Unia Europejska                      | Południowa Afryka                    | Australia                            |                                      | 31      | 6    |
| 1985 | Canon Williams Honda      | Williams FW10   | Honda RA164E 1.5 V6T        | NU                                   | 5                                    | 5                                    | 7                                    | 6                                    |                                      |                                      |                                      |                                      |                                      |                                      |                                      |                                      |                                      |                                      |                                      |                                      | 31      | 6    |
| 1985 | Canon Williams Honda      | Williams FW10   | Honda RA165E 1.5 V6T        |                                      |                                      |                                      |                                      |                                      | NU                                   | NW                                   | NU                                   | 6                                    | NU                                   | 6                                    | 11†                                  | 2                                    | 1                                    | 1                                    | NU                                   |                                      | 31      | 6    |
| 1986 |                           |                 |                             | Brazylia                             | Hiszpania                            | San Marino                           | Monako                               | Belgia                               | Kanada                               | Stany Zjednoczone                    | Francja                              | Wielka Brytania                      | Niemcy                               |                                      | Austria                              | Włochy                               | Portugalia                           | Meksyk                               | Australia                            |                                      | 70 (72) | 2    |
| 1986 | Canon Williams Honda      | Williams FW11   | Honda RA166E 1.5 V6T        | NU                                   | 2                                    | NU                                   | 4                                    | 1                                    | 1                                    | 5                                    | 1                                    | 1                                    | 3                                    | 3                                    | NU                                   | 2                                    | 1                                    | 5                                    | NU                                   |                                      | 70 (72) | 2    |
| 1987 |                           |                 |                             | Brazylia                             | San Marino                           | Belgia                               | Monako                               | Stany Zjednoczone                    | Francja                              | Wielka Brytania                      |                                      |                                      | Austria                              | Włochy                               | Portugalia                           | Hiszpania                            | Meksyk                               | Japonia                              | Australia                            |                                      | 61      | 2    |
| 1987 | Canon Williams Honda      | Williams FW11B  | Honda RA167E 1.5 V6T        | 6                                    | 1                                    | NU                                   | NU                                   | 5                                    | 1                                    | 1                                    | NU                                   | 14†                                  | 1                                    | 3                                    | NU                                   | 1                                    | 1                                    | NW                                   |                                      |                                      | 61      | 2    |
| 1988 |                           |                 |                             | Brazylia                             | San Marino                           | Monako                               | Meksyk                               | Kanada                               | Stany Zjednoczone                    | Francja                              | Wielka Brytania                      |                                      | Węgry                                | Belgia                               | Włochy                               | Portugalia                           | Hiszpania                            | Japonia                              | Australia                            |                                      | 9       | 12   |
| 1988 | Canon Williams            | Williams FW12   | Judd CV 3.5 V8              | NU                                   | NU                                   | NU                                   | NU                                   | NU                                   | NU                                   | NU                                   | 2                                    | NU                                   | NU                                   |                                      |                                      | NU                                   | 2                                    | NU                                   | NU                                   |                                      | 9       | 12   |
| 1989 |                           |                 |                             | Brazylia                             | San Marino                           | Monako                               | Meksyk                               | Stany Zjednoczone                    | Kanada                               | Francja                              | Wielka Brytania                      |                                      | Węgry                                | Belgia                               | Włochy                               | Portugalia                           | Hiszpania                            | Japonia                              | Australia                            |                                      | 38      | 4    |
| 1989 | Scuderia Ferrari          | Ferrari 640     | Ferrari 035/5 3.5 V12       | 1                                    | NU                                   | NU                                   | NU                                   | NU                                   | DK                                   | 2                                    | 2                                    | 3                                    | 1                                    | 3                                    | NU                                   | DK                                   |                                      | NU                                   | NU                                   |                                      | 38      | 4    |
| 1990 |                           |                 |                             | Stany Zjednoczone                    | Brazylia                             | San Marino                           | Monako                               | Meksyk                               | Kanada                               | Francja                              | Wielka Brytania                      |                                      |                                      | Belgia                               | Włochy                               | Portugalia                           | Hiszpania                            | Japonia                              | Australia                            |                                      | 37      | 5    |
| 1990 | Scuderia Ferrari          | Ferrari 641     | Ferrari 036 3.5 V12         | NU                                   | 4                                    | NU                                   | NU                                   |                                      |                                      |                                      |                                      |                                      |                                      |                                      |                                      |                                      |                                      |                                      |                                      |                                      | 37      | 5    |
| 1990 | Scuderia Ferrari          | Ferrari 641/2   | Ferrari 037 3.5 V12         |                                      |                                      |                                      |                                      | 3                                    | 2                                    | 18†                                  | NU                                   | NU                                   | 17†                                  | NU                                   | 4                                    | 1                                    | 2                                    | NU                                   | 2                                    |                                      | 37      | 5    |
| 1991 |                           |                 |                             | Stany Zjednoczone                    | Brazylia                             | San Marino                           | Monako                               | Kanada                               | Meksyk                               | Francja                              | Wielka Brytania                      | Niemcy                               | Węgry                                | Belgia                               | Włochy                               | Portugalia                           | Hiszpania                            | Japonia                              | Australia                            |                                      | 72      | 2    |
| 1991 | Canon Williams Renault    | Williams FW14   | Renault RS3 3.5 V10         | NU                                   | NU                                   | NU                                   | 2                                    | 6†                                   | 2                                    | 1                                    | 1                                    | 1                                    | 2                                    | NU                                   | 1                                    | DK                                   | 1                                    | NU                                   | 2                                    |                                      | 72      | 2    |
| 1992 |                           |                 |                             | Południowa Afryka                    | Meksyk                               | Brazylia                             | Hiszpania                            | San Marino                           | Monako                               | Kanada                               | Francja                              | Wielka Brytania                      | Niemcy                               | Węgry                                | Belgia                               | Włochy                               | Portugalia                           | Japonia                              | Australia                            |                                      | 108     | 1    |
| 1992 | Canon Williams Renault    | Williams FW14B  | Renault RS3C 3.5 V10        | 1                                    | 1                                    | 1                                    | 1                                    | 1                                    | 2                                    | NU                                   | 1                                    | 1                                    | 1                                    |                                      |                                      |                                      |                                      |                                      |                                      |                                      | 108     | 1    |
| 1992 | Canon Williams Renault    | Williams FW14B  | Renault RS4 3.5 V10         |                                      |                                      |                                      |                                      |                                      |                                      |                                      |                                      |                                      |                                      | 2                                    | 2                                    | NU                                   | 1                                    | NU                                   | NU                                   |                                      | 108     | 1    |
| 1994 |                           |                 |                             | Brazylia                             |                                      | San Marino                           | Monako                               | Hiszpania                            | Kanada                               | Francja                              | Wielka Brytania                      | Niemcy                               | Węgry                                | Belgia                               | Włochy                               | Portugalia                           | Unia Europejska                      | Japonia                              | Australia                            |                                      | 13      | 9    |
| 1994 | Rothmans Williams Renault | Williams FW16   | Renault RS6 3.5 V10         |                                      |                                      |                                      |                                      |                                      |                                      | NU                                   |                                      |                                      |                                      |                                      |                                      |                                      |                                      |                                      |                                      |                                      | 13      | 9    |
| 1994 | Rothmans Williams Renault | Williams FW16B  | Renault RS6 3.5 V10         |                                      |                                      |                                      |                                      |                                      |                                      |                                      |                                      |                                      |                                      |                                      |                                      |                                      | NU                                   | 4                                    | 1                                    |                                      | 13      | 9    |
| 1995 |                           |                 |                             | Brazylia                             | Argentyna                            | San Marino                           | Hiszpania                            | Monako                               | Kanada                               | Francja                              | Wielka Brytania                      | Niemcy                               | Węgry                                | Belgia                               | Włochy                               | Portugalia                           | Unia Europejska                      |                                      | Japonia                              | Australia                            | 0       | NS   |
| 1995 | Marlboro McLaren Mercedes | McLaren MP4/10B | Mercedes FO110 3.0 V10      |                                      |                                      | 10                                   | NU                                   |                                      |                                      |                                      |                                      |                                      |                                      |                                      |                                      |                                      |                                      |                                      |                                      |                                      | 0       | NS   |

### PPG Indy Car World Series
| Rok  | Zespół             | Samochód    | Silnik      | Wyniki w poszczególnych eliminacjach | Wyniki w poszczególnych eliminacjach | Wyniki w poszczególnych eliminacjach | Wyniki w poszczególnych eliminacjach | Wyniki w poszczególnych eliminacjach | Wyniki w poszczególnych eliminacjach | Wyniki w poszczególnych eliminacjach | Wyniki w poszczególnych eliminacjach | Wyniki w poszczególnych eliminacjach | Wyniki w poszczególnych eliminacjach | Wyniki w poszczególnych eliminacjach | Wyniki w poszczególnych eliminacjach | Wyniki w poszczególnych eliminacjach | Wyniki w poszczególnych eliminacjach | Wyniki w poszczególnych eliminacjach | Wyniki w poszczególnych eliminacjach | Pkt. | Msc. |
| ---- | ------------------ | ----------- | ----------- | ------------------------------------ | ------------------------------------ | ------------------------------------ | ------------------------------------ | ------------------------------------ | ------------------------------------ | ------------------------------------ | ------------------------------------ | ------------------------------------ | ------------------------------------ | ------------------------------------ | ------------------------------------ | ------------------------------------ | ------------------------------------ | ------------------------------------ | ------------------------------------ | ---- | ---- |
| 1993 |                    |             |             | Australia                            | Stany Zjednoczone                    | Stany Zjednoczone                    | Stany Zjednoczone                    | Stany Zjednoczone                    | Stany Zjednoczone                    | Stany Zjednoczone                    | Stany Zjednoczone                    | Kanada                               | Stany Zjednoczone                    | Stany Zjednoczone                    | Stany Zjednoczone                    | Kanada                               | Stany Zjednoczone                    | Stany Zjednoczone                    | Stany Zjednoczone                    | 191  | 1    |
| 1993 | Newman/Haas Racing | Lola T93/00 | Ford XB V8T | 1                                    | NW                                   | 3                                    | 3                                    | 1                                    | 15                                   | 2                                    | 3                                    | 20                                   | 1                                    | 1                                    | 2                                    | 6                                    | 12                                   | 1                                    | 23                                   | 191  | 1    |
| 1994 |                    |             |             | Australia                            | Stany Zjednoczone                    | Stany Zjednoczone                    | Stany Zjednoczone                    | Stany Zjednoczone                    | Stany Zjednoczone                    | Stany Zjednoczone                    | Stany Zjednoczone                    | Kanada                               | Stany Zjednoczone                    | Stany Zjednoczone                    | Stany Zjednoczone                    | Kanada                               | Stany Zjednoczone                    | Stany Zjednoczone                    | Stany Zjednoczone                    | 88   | 8    |
| 1994 | Newman/Haas Racing | Lola T94/00 | Ford XB V8T | 9                                    | 3                                    | 2                                    | 22                                   | 5                                    | 21                                   | 5                                    | 2                                    | 23                                   | 26                                   | 7                                    | 18                                   | 10                                   | 13                                   | 22                                   | 8                                    | 88   | 8    |

### Indianapolis 500
| Rok  | Zespół             | Samochód    | Silnik      | Start | Meta | Uwagi |
| ---- | ------------------ | ----------- | ----------- | ----- | ---- | ----- |
| 1993 | Newman/Haas Racing | Lola T93/00 | Ford XB V8T | 8     | 3    |       |
| 1994 | Newman/Haas Racing | Lola T94/00 | Ford XB V8T | 7     | 22   |       |

### 24h Le Mans
| Rok  | Zespół            | Partnerzy                | Samochód            | Klasa | Okr. | Poz. | klasa Poz. |
| ---- | ----------------- | ------------------------ | ------------------- | ----- | ---- | ---- | ---------- |
| 2010 | Beechdean Mansell | Greg Mansell Leo Mansell | Ginetta-Zytek GZ09S | LMP1  | 4    | NU   | NU         |

### Podsumowanie
| Rok  | Seria/Zawody                      | Zespół                    | Wyś. | Zw. | PP | NO | Podia | Pkt. | Poz. |
| ---- | --------------------------------- | ------------------------- | ---- | --- | -- | -- | ----- | ---- | ---- |
| 1977 | Formula Ford 1600 BRDC            |                           | 15   | 5   | ?  | ?  | ?     | ?    | 1    |
| 1977 | British Formula Three             | Alan McKechnie Racing     | 2    | 0   | 0  | 0  | 0     | 10   | 17   |
| 1978 | Super Visco British Formula Three | March Racing Team         | 4    | 0   | 0  | 0  | 0     | 3    | 19   |
| 1978 | Vandervell British Formula Three  | March Racing Team         | 1    | 0   | 1  | 0  | 1     | 15   | 15   |
| 1979 | Brytyjska Formuła 3               | Unipart Team              | 15   | 1   | 0  | 0  | 2     | 24   | 8    |
| 1979 | Europejska Formuła 3              | Unipart Team              | 1    | 0   | 0  | 0  | 0     | 0    | NS   |
| 1980 | Brytyjska Formuła 3               | March Racing Team         | 8    | 0   | 0  | 1  | 0     | 15   | 9    |
| 1980 | Europejska Formuła 2              | Ralt                      | 4    | 0   | 0  | 0  | 1     | 8    | 12   |
| 1980 | Formuła 1                         | Team Essex Lotus          | 3    | 0   | 0  | 0  | 0     | 0    | NS   |
| 1981 | Formuła 1                         | Team Essex Lotus          | 4    | 0   | 0  | 0  | 1     | 8    | 14   |
| 1981 | Formuła 1                         | John Player Team Lotus    | 10   | 0   | 0  | 0  | 0     | 8    | 14   |
| 1982 | Formuła 1                         | John Player Team Lotus    | 13   | 0   | 0  | 0  | 1     | 7    | 14   |
| 1983 | Formuła 1                         | John Player Team Lotus    | 15   | 0   | 0  | 1  | 1     | 10   | 13   |
| 1984 | Formuła 1                         | John Player Team Lotus    | 16   | 0   | 1  | 0  | 2     | 13   | 10   |
| 1985 | Formuła 1                         | Canon Williams Honda      | 15   | 2   | 1  | 1  | 3     | 31   | 6    |
| 1986 | Formuła 1                         | Canon Williams Honda      | 16   | 5   | 2  | 4  | 9     | 72   | 2    |
| 1987 | Formuła 1                         | Canon Williams Honda      | 14   | 6   | 8  | 3  | 7     | 61   | 2    |
| 1988 | Formuła 1                         | Canon Williams            | 14   | 0   | 0  | 1  | 2     | 12   | 9    |
| 1989 | Formuła 1                         | Scuderia Ferrari          | 16   | 2   | 0  | 3  | 6     | 38   | 4    |
| 1990 | Formuła 1                         | Scuderia Ferrari          | 16   | 1   | 3  | 3  | 5     | 37   | 5    |
| 1991 | Formuła 1                         | Canon Williams Renault    | 16   | 5   | 2  | 6  | 9     | 72   | 2    |
| 1992 | Formuła 1                         | Canon Williams Renault    | 16   | 9   | 14 | 8  | 12    | 108  | 1    |
| 1993 | PPG Indy Car World Series         | Newman/Haas Racing        | 16   | 5   | 7  | 4  | 10    | 191  | 1    |
| 1994 | PPG Indy Car World Series         | Newman/Haas Racing        | 16   | 0   | 3  | 2  | 3     | 88   | 8    |
| 1994 | Formuła 1                         | Rothmans Williams Renault | 4    | 1   | 1  | 0  | 1     | 13   | 9    |
| 1995 | Formuła 1                         | Marlboro McLaren Mercedes | 2    | 0   | 0  | 0  | 0     | 0    | NS   |
| 1998 | British Touring Car Championship  | Ford Mondeo Racing        | 6    | 0   | 0  | 0  | 0     | 7    | 18   |
| 2005 | Grand Prix Masters                | Team Altech               | 1    | 1   | 0  | 0  | 1     | —    | —    |
| 2006 | Grand Prix Masters                | Team Altech               | 2    | 1   | 0  | 0  | 1     | —    | —    |
| 2010 | 24h Le Mans                       | Beechdean Mansell         | 1    | 0   | 0  | 0  | 0     | 0    | NU   |